# Zagorje ob Savi
Zagorje ob Savi este un oraș din comuna Zagorje ob Savi, Slovenia, cu o populație de 6.893 de locuitori.